# Sequoia (supercalculateur)
Pour les articles homonymes, voir Séquoia (homonymie).
Le Sequoia était un supercalculateur conçu par IBM d'une puissance de 16,324 pétaflops. En octobre 2012, il est le supercalculateur le plus puissant au monde. En 2015, il est troisième au classement TOP500. En novembre 2017 il est sixième. Il fut démantelé en 2020.

## Caractéristiques
- Il utilise des BlueGene/Q Power BQC 16 cœurs à 1,60 GHz.
- Il a un rendement de 2 Gflops/Watt[1].